# Suavodrillia willetti
Suavodrillia willetti är en snäckart som beskrevs av Dall 1919. Suavodrillia willetti ingår i släktet Suavodrillia och familjen kägelsnäckor. Inga underarter finns listade i Catalogue of Life.